# سمفونی شماره ۶ (شوبرت)

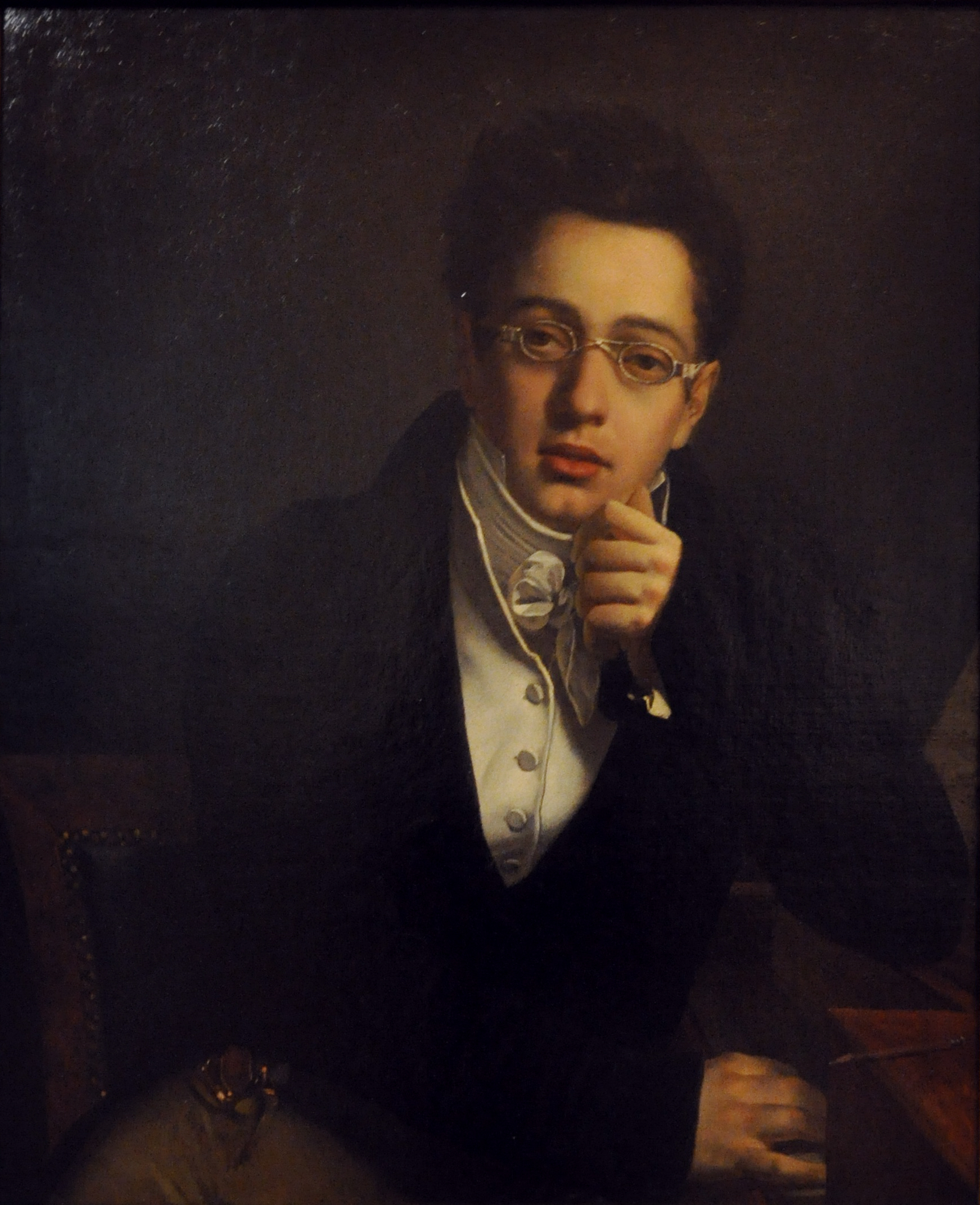
پرترۀ یک مرد جوان (که گمان می‌رود شوبرت حدود ۱۷ ساله باشد)

سمفونی شماره ۶ در گام دو ماژور، د. ۵۸۹ یک سمفونی از فرانتس شوبرت، آهنگساز برجستهٔ اتریشی سبک کلاسیک/ رمانتیک است که در میان اکتبر ۱۸۱۷ و فوریهٔ ۱۸۱۸ تکمیل شد. اولین اجرای عمومی اثر در وین و به سال ۱۸۲۸ برگزار گردید. گاهی از این سمفونی با نام سمفونی کوچک در دو ماژور یاد می‌کنند، که متمایز‌کنندهٔ سمفونی دیگرِ آهنگساز در همین گام، یعنی سمفونی نهم است که با نام سمفونی بزرگ در دو ماژور مشهور است.

## موومان‌ها
سمفونی شماره ۶ شوبرت ۴ موومان دارد.
1. آداجیو (3
4) ـ آلگرو (2
2)
2. آندانته (2
4)، در فا ماژور
3. اسکرتسو: پرِستو ـ تریو (3
4)
4. آلگرو (2
4)